# Nyborg Sogn
Nyborg Sogn ist eine Kirchspielsgemeinde (dän.: Sogn)
auf der Insel Fyn (dt.: Fünen) im südlichen Dänemark.
Bis 1970 gehörte sie zur Harde Vindinge Herred im damaligen Svendborg Amt, danach zur Nyborg Kommune im
Fyns Amt, die im Zuge der  Kommunalreform zum 1. Januar 2007 in der
„neuen“
Nyborg Kommune in der Region Syddanmark aufgegangen ist.
Am 1. Oktober 2010 wurde der ehemalige Kirchenbezirk Hjulby Kirkedistrikt im Nyborg Sogn mit der Abschaffung der dänischen Kirchenbezirke ein selbständiges Sogn Hjulby Sogn.
Von den 17.900 Einwohnern von Nyborg leben 15.219 im gleichnamigen Kirchspiel (Stand: 1. Januar 2023).
Im Kirchspiel liegt die Kirche „Vor Frue Kirke“(dt.: Kirche unserer Frau) sowie die „Stensgaards Kirke“ im Staatsgefängnis Nyborg.
Nachbargemeinden sind im Norden Aunslev Sogn, im Westen Hjulby Sogn und im Südwesten Vindinge Sogn.